# Gintung Kidul
Gintung Kidul is een bestuurslaag in het regentschap Cirebon van de provincie West-Java, Indonesië. Gintung Kidul telt 5915 inwoners (volkstelling 2010).